# Filip Hološko
Filip Hološko (Piešťany, 17 de janeiro de 1984) é um futebolista eslovaco que atua como atacante. Atualmente joga pelo Sydney FC

## Carreira

### Inicio
Hološko começou a jogar futebol ainda nas categorias de base do Piešťany, time de sua cidade natal, e em seguida foi para o Trenčín, onde estreou profissionalmente ainda muito novo, aos 17 anos, em 2001.
Apesar de ter disputado apenas um jogo nesta agremiação, seu desempenho valeu um contrato com o Slovan Liberec, time da vizinha República Checa, no ano de 2002. Foram três anos nos Alviazulinos.

### Atuações na Turquia
Desde 2006, Hološko joga no futebol turco, sendo contratado pelo Manisaspor neste mesmo ano. Com 65 partidas e 21 gols, ele acabaria sendo contratado pelo Beşiktaş, onde atua de 2008 a 2015.

### Sydney
Em 2015 assinou com o Sydney FC.

## Seleção
Hološko estreou com a camisa da Eslováquia em 2005, mas ele não teve sucesso em classificar sua equipe para a Copa de 2006 nem para a Eurocopa de 2008.

## Vida pessoal
Em maio de 2009, Hološko se tornou pai pela primeira vez, após sua esposa Adelka dar a luz uma menina, a quem ele deu o nome de Sophie.